# 박동호 (1891년)
박동호(朴東鎬, 1891년 ~ ?)는 일제강점기의 관료이다.

## 생애
전라남도 구례군이 원적지이며 출신지이다. 1912년에 광주공립농업학교를 졸업하였다.
학교 졸업 직후 전라남도 농잠조수로 임명되어 고향 구례군에서 근무를 시작하면서 관계에 들어섰다. 같은 해 10월에는 문관보통시험에 합격하여 이듬해 판임관 견습으로 임용되었다.
구례군에서 견습으로 근무하다가 1914년에 구례군 서기로 정식 직원이 되었고, 1920년 곡성군 서기를 거쳐 1923년에는 해남군 권업과장으로 승진하였다. 1924년에 광양군 서무주임으로 이동했다. 광양군 근무 중 일본 정부로부터 쇼와대례기념장을 받았다.
약 17년 동안의 관직 생활 끝에 1929년에는 조선총독부 군수로 승진 발탁되었다. 보성군 군수에 임명되어 재직하다가 1935년에 퇴직했으며, 퇴직 시점을 기준으로 정7위에 서위되어 있었다.
취미가 궁도라 1936년 구례군에 활터인 봉덕정이 세워졌을 때 초대 사두로 취임한 일이 있다. 1950년대까지 생존해 있었다.
2008년에 민족문제연구소가 친일인명사전 편찬을 위해 선정한 친일인명사전 수록예정자 명단 중 관료 부문에 포함되었다.

## 참고 자료
- 박동익(朴東翼) - 국사편찬위원회